# Мстинское сельское поселение
Мсти́нское се́льское поселе́ние — упразднённое муниципальное образование в составе Удомельского района Тверской области России.
В состав поселения входило 34 населённых пункта. Административный центр — посёлок Мста.
Образовано в 2005 году, включило в себя территории Мстинского и Озеро-Горского сельских округов.
Законом Тверской области от 7 декабря 2015 года № 117-ЗО, 18 декабря 2015 года все муниципальные образования Удомельского района — городское поселение — город Удомля, Брусовское, Еремковское, Зареченское, Копачёвское, Котлованское, Куровское, Молдинское, Мстинское, Порожкинское, Рядское и Удомельское сельские поселения — были преобразованы в Удомельский городской округ.

## География
- Общая площадь: 325 км²
- Нахождение: западная часть Удомельского района.
  - Граничит:
    - на севере — с Новгородской областью, Боровичский район,
    - на востоке — с Котлованским СП, Порожкинским СП и Копачёвским СП
    - на юге — с Вышневолоцким районом, Сорокинское СП, Садовое СП, Солнечное СП и Коломенское СП
    - на западе — с Бологовским районом, Кафтинское СП и Березорядское СП

Главная река — Мста. Много озёр, крупнейшее — Вялье.

Поселение пересекает железнодорожная линия Бологое — Сонково — Рыбинск.

## Население
По переписи 2002 года — 1360 человек (1143 в Мстинском и 217 в Озеро-Горском сельском округе), на 01.01.2008 — 1065 человек.

## Населённые пункты
В состав поселения входили следующие населённые пункты:
| №  | Тип нп  | Название          | Население (2008 год) |
| -- | ------- | ----------------- | -------------------- |
| 1  | пос.    | Мста              | 266                  |
| 2  | дер.    | Бельтенево        | 47                   |
| 3  | дер.    | Большая Званица   | 41                   |
| 4  | дер.    | Ганино            | 7                    |
| 5  | дер.    | Гоголино          | 0                    |
| 6  | дер.    | Городище          | 95                   |
| 7  | ж-д.ст. | Дремуха           | 0                    |
| 8  | дер.    | Залучье           | 59                   |
| 9  | дер.    | Захарово          | 3                    |
| 10 | дер.    | Казикино          | 177                  |
| 11 | дер.    | Кожино            | 8                    |
| 12 | дер.    | Красноселье       | 4                    |
| 13 | дер.    | Курьеваниха       | 0                    |
| 14 | дер.    | Манихино          | 44                   |
| 15 | дер.    | Малая Званица     | 9                    |
| 16 | дер.    | Млево             | 21                   |
| 17 | дер.    | Ножкино           | 28                   |
| 18 | дер.    | Оминово           | 0                    |
| 19 | дер.    | Перевоз           | 0                    |
| 20 | дер.    | Поляны            | 55                   |
| 21 | дер.    | Шебанова Горка    | 0                    |
| 22 | дер.    | Шебаново          | 2                    |
| 23 | дер.    | Озера             | 74                   |
| 24 | дер.    | Бабино            | 1                    |
| 25 | дер.    | Дмитрово          | 3                    |
| 26 | дер.    | Карасино          | 10                   |
| 27 | дер.    | Липячи            | 5                    |
| 28 | дер.    | Максимовское      | 18                   |
| 29 | дер.    | Озерская Горка    | 11                   |
| 30 | дер.    | Ровени            | 12                   |
| 31 | дер.    | Свирка            | 14                   |
| 32 | дер.    | Сельцо-Карельское | 41                   |
| 33 | дер.    | Хмельники         | 0                    |
| 34 | дер.    | Хотеново          | 1                    |

### Бывшие населенные пункты
- Александрово
- Дягилево
- Репно

## История
В XII—XVII вв. территория поселения относилась к Бежецкой пятине Новгородской земли.
С XVIII века территория поселения входила:
- в 1708—1727 гг. в Санкт-Петербургскую (Ингерманляндскую 1708—1710 гг.) губернию, Новгородскую провинцию,
- в 1727—1775 гг. в Новгородскую губернию,
- в 1775—1796 гг. в Тверское наместничество,
- в 1796—1929 гг. в Тверскую губернию, Вышневолоцкий уезд,
- в 1929—1935 гг. в Московскую область, Удомельский район,
- в 1935—1963 гг. в Калининскую область, Удомельский район,
- в 1963—1965 гг. в Калининскую область, Бологовский район,
- в 1965—1990 гг. в Калининскую область, Удомельский район,
- с 1990 в Тверскую область, Удомельский район.

В XIX — начале XX века деревни поселения относились к Казикинской и Михайловской волостям Вышневолоцкого уезда.

## Известные люди
В деревне Дмитрово родился Герой Советского Союза Алексей Петрович Иванов.

 В деревне Ножкино родился Герой Советского Союза Иван Клавдиевич Егоров.